# Proablepharus barrylyoni
Proablepharus barrylyoni là một loài thằn lằn trong họ Scincidae. Loài này được Couper, Mcdonald & Amey mô tả khoa học đầu tiên năm 2010.